# Atherimorpha occidens
Atherimorpha occidens är en tvåvingeart som beskrevs av Hardy 1927. Atherimorpha occidens ingår i släktet Atherimorpha och familjen snäppflugor.
Artens utbredningsområde är Tasmanien. Inga underarter finns listade i Catalogue of Life.